# 코브노현

코브노현의 문장

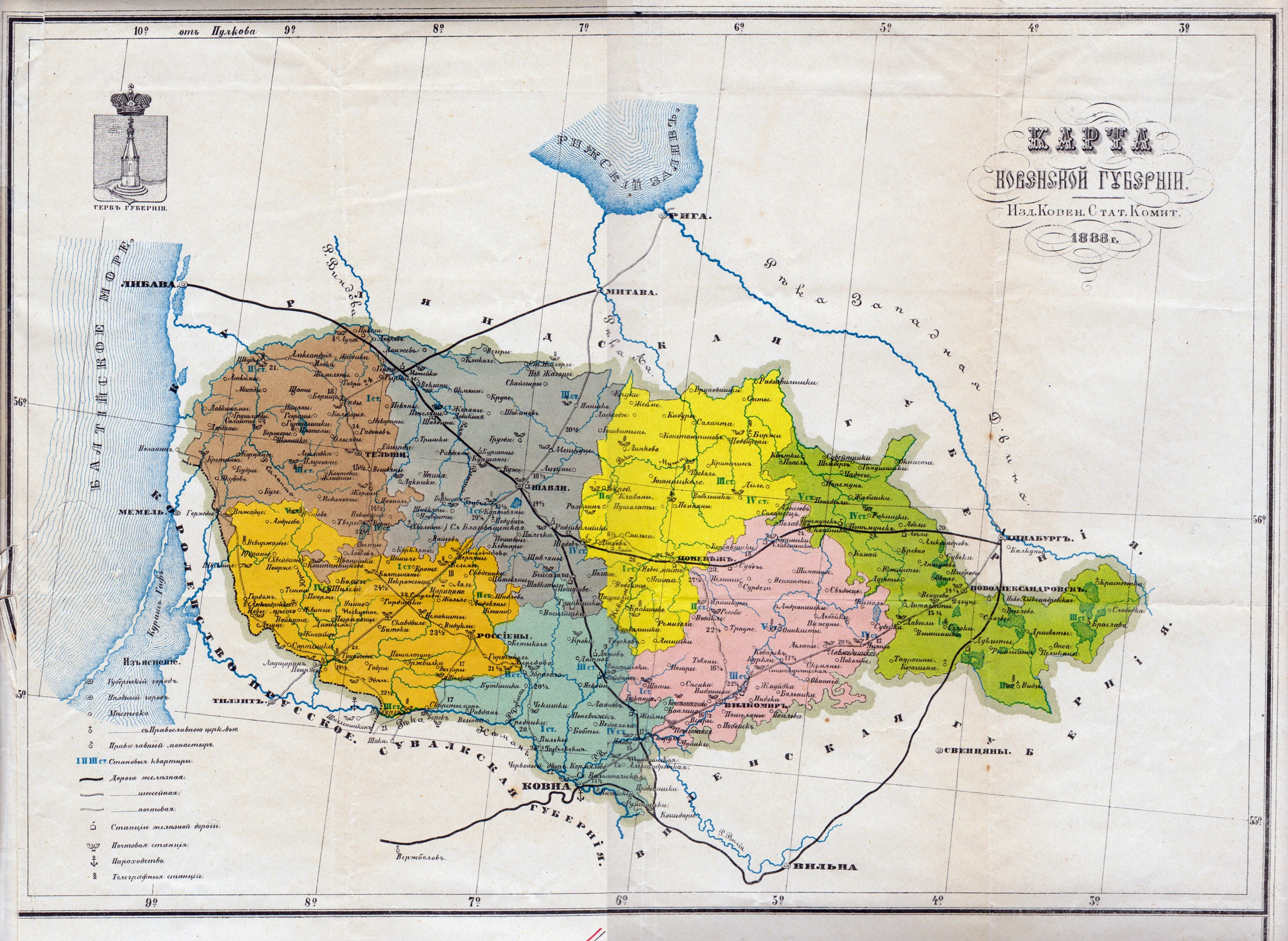
코브노현의 지도

코브노현(러시아어: Ковенская губерния)은 1843년부터 1915년까지 존재했던 러시아 제국의 현으로 현도는 코브노(카우나스)이며 면적은 40,641.36km2, 인구는 3,559,229명(1897년 당시 기준)이다. 현재의 리투아니아 북부에 걸쳐 있었다.